# Ясухіро Конісі
Ясухіро Конісі (яп. 小西 康裕; 1893, Такаматсу, Кагава — 1983, Токіо) — японський майстер бойових мистецтв, один із перших популяризаторів карате на материковій Японії, засновник стилю Шиндо Дзінен-рю.

## Життєпис
Ясухіро Конісі народився в 1893 році в місті Такаматсу на острові Сікоку. З дитинства розпочав тренування з Шаблон:Яп стилю Musō-ryū, пізніше вивчав кендо та Takenouchi-ryū дзюдзюцу. У 1915 році вступив до університету Кейо в Токіо, де викладав кендо в студентському клубі та познайомився з методами викладання бойових мистецтв на академічному рівні.
У 1923 році звільнився з державної служби та заснував в Токіо власний додзьо «Ryōbu-Kan» («Будинок Вершини Бойових Мистецтв»), де почав викладати кендо, дзюдзюцу та західний бокс. У вересні 1924-го до Кейо завітали Гічін Фунакоші та Хіронорі Оцука, з якими Конісі започаткував гурток «то-те» — попередник сучасного карате в Японії.

## Заснування Шиндо Дзінен-рю
У 1933 році Ясухіро Конісі офіційно зареєстрував свій стиль — Шаблон:Яп (神道自然流), який об’єднав елементи дзюдзюцу, кендо та традиційних окіновських стилів карате.
У цей час він також працював над ката «Seiryu» (青柳, «Зелена Верба») для Імперської залізниці Японії, призначеного для самооборони жінок-співробітниць залізниці, поєднуючи принципи карате, айкідо та дзюдзюцу.

## Філософія та вчення
Конісі вважав, що карате — це шлях не агресії, а морального самовдосконалення. Він підкреслював:

«Карате — це не лише бити, це вміння уникати непотрібних конфліктів і зберігати гармонію розуму, тіла й духу.»

Цим Конісі поєднував «божественний» (шиндо) та «природний» (дзінен) аспекти тренування.

## Визнання та спадщина
Після Другої світової війни, коли бойові мистецтва в Японії були частково заборонені, Конісі відіграв ключову роль у відродженні кендо та карате. Він був першим віце-президентом організації Zen Nihon Karate-dō Renmei (нинішній Renbukai) і відповідав за координацію розвитку Шиндо Дзінен-рю на національному рівні.
Його стиль має філії в багатьох країнах світу і продовжує навчати принципам, закладеним засновником.

## Ключові дати
- 1893 — народився в Такаматсу, Кагава, Японія
- 1915 — вступив до університету Кейо, початок тренерської діяльності
- 1923 — відкрив додзьо Ryōbu-Kan у Токіо
- 1924 — заснував гурток «то-те» разом із Фунакоші та Оцука
- 1933 — заснував стиль Шиндо Дзінен-рю
- 1983 — помер у Токіо